# 約翰·克里斯蒂安 (普法爾茨-蘇爾茨巴赫)
約翰·克里斯蒂安（德語：Johann Christian，1700年1月23日—1733年7月20日），普法爾茨-蘇爾茨巴赫伯爵，1732年至1733年在位。

## 家庭
1722年，約翰·克里斯蒂安與瑪麗-亨麗埃特·拉圖爾·奧弗涅結婚，兩人共有1子1女：
1. 卡爾·特奧多爾（1724年—1799年）
2. 瑪麗亞·安娜（1728年—1728年），夭折